# 硬毛地笋
硬毛地笋（学名：Lycopus lucidus var. hirtus）为唇形科地笋属下的一个变种。